# رينان دا سيلفا مورا
رينان دا سيلفا مورا هو لاعب كرة قدم برازيلي في مركز حراسة المرمى، ولد في 22 يناير 1984 في ساو فيسنتي، ساو باولو في البرازيل. لعب مع نادي أمريكا ونادي أولاريا أتلتيكو ونادي فاسكو دا غاما.